# Afroisometrus minshullae
Genre
Espèce
Synonymes
- Lychas minshullae FitzPatrick, 1994

Afroisometrus minshullae, unique représentant du genre Afroisometrus, est une espèce de scorpions de la famille des Buthidae.

## Distribution
Cette espèce est endémique du Zimbabwe. Elle se rencontre vers Doddiebum.

## Description
La femelle holotype mesure 27,3 mm.

## Systématique et taxinomie
Cette espèce a été décrite sous le protonyme Lychas minshullae par FitzPatrick en 1994. Elle est placée dans le genre Afroisometrus par Kovařík en 1997.

## Étymologie
Cette espèce est nommée en l'honneur de Jacqueline Minshull.

## Publications originales
- FitzPatrick, 1994 : « A new species of Lychas C.L. Koch, 1845 from Zimbabwe (Scorpionida: Buthidae). » Arnoldia Zimbabwe, vol. 10, no 3, p. 23-28.
- Kovařík, 1997 : « Afroisometrus gen. n. from Zimbabwe (Scorpiones: Buthidae). » Acta Societatis Zoologicae Bohemicae, vol. 61, no 1, p. 35-37 (texte intégral).